# همرفت اقیانوسی باز
همرفت اقیانوسی فرآیندی است که در آن گردش اقیانوسی میان‌مقیاس و بادهای بزرگ و قوی، لایه‌های آب را در اعماق مختلف با هم مخلوط می‌کنند. قرار گرفتن آب شیرین‌تر روی آب شورتر یا آب گرم‌تر روی آب سردتر منجر به لایه‌بندی آب یا جداسازی آن به لایه‌ها می‌شود. بادهای شدید باعث تبخیر می‌شوند، بنابراین سطح اقیانوس سرد می‌شود و لایه‌بندی را تضعیف می‌کند. در نتیجه، آب‌های سطحی واژگون شده و فرومی‌روند در حالی که آب‌های «گرم‌تر» به سطح می‌آیند و فرایند همرفت را آغاز می‌کنند. این فرایند نقش حیاتی در تشکیل آب‌های کف و میانی و همچنین در گردش دماشوری در مقیاس بزرگ دارد که تا حد زیادی آب و هوای جهانی را تعیین می‌کند. همچنین این پدیده مهمی است که شدت گردش واژگونی نصف‌النهاری اقیانوس اطلس (AMOC) را کنترل می‌کند.
همرفت تحت شرایط خاصی وجود دارد که توسط نیروی جوی قوی ناشی از شارهای سطحی حرارتی یا هالینی تقویت می‌شود. این امر ممکن است در اقیانوس‌های مجاور مرزها با بادهای خشک و سرد در بالا یا یخ، که باعث ایجاد شارهای گرمای نهان و رطوبت زیاد می‌شوند، مشاهده شود. همرفت اقیانوسی به ضعف لایه‌بندی در زیر لایه مخلوط سطحی بستگی دارد. این لایه‌های آب لایه‌بندی شده باید نزدیک به سطح بالا بیایند و در نتیجه مستقیماً در معرض نیروهای شدید سطحی قرار گیرند.

## مکان‌های اصلی همرفت
همرفت عمیق در اقیانوس اطلس شمالی زیر قطبی (دریای گرینلند و دریای لابرادور)، در دریای ودل در نیمکره جنوبی و همچنین در شمال غربی مدیترانه مشاهده می‌شود. در مناطق زیر قطبی، لایه مخلوط بالایی از اواخر پاییز تا اوایل بهار شروع به عمیق‌تر شدن می‌کند، زمانی که همرفت در عمیق‌ترین سطح خود قرار دارد و پدیده ضعیف می‌شود.
لایه‌بندی ضعیف چگالی دریای لابرادور هر زمستان، در اعماق بین ۱۰۰۰ تا ۲۰۰۰ متر مشاهده می‌شود و آن را به یکی از شدیدترین مکان‌های همرفت اقیانوسی در جهان تبدیل می‌کند. همرفت عمیق در دریای لابرادور به‌طور قابل توجهی تحت تأثیر نوسان اطلس شمالی (NAO) قرار دارد. در زمستان، زمانی که نوسان اطلس شمالی در فاز مثبت بالای این منطقه قرار دارد، فعالیت سیکلونی بر فراز اقیانوس اطلس شمالی بیشتر است و گردش هوای سرد و خشک افزایش می‌یابد. در طول این فاز مثبت نوسان اطلس شمالی، اتلاف گرمای اقیانوسی از دریای لابرادور بیشتر است و به همرفت عمیق‌تر کمک می‌کند. طبق گفتهٔ هولدزورث و همکاران (۲۰۱۵)، در طول فاز منفی نوسان اطلس شمالی که با عدم وجود نیروی فرکانس بالا همراه است، میانگین حداکثر عمق لایهٔ مخلوط بیش از ۲۰٪ کاهش می‌یابد.
دریای گرینلند به دلیل نقش مهم یخ در آماده‌سازی اولیه در طول ماه‌های نوامبر تا فوریه، با دریای لابرادور متفاوت است. در اوایل زمستان، یخ به سمت شرق در سراسر دریای مرکزی گرینلند گسترش می‌یابد و دفع آب نمک در زیر یخ، تراکم لایه سطحی را افزایش می‌دهد. در ماه مارس، زمانی که پیش‌شرط‌بندی به اندازه کافی پیشرفته است و شرایط هواشناسی مطلوب است، همرفت عمیق ایجاد می‌شود.
در شمال غربی دریای مدیترانه، همرفت عمیق در زمستان رخ می‌دهد، زمانی که آب تحت شرایط لازم برای پیش شرطی‌سازی با شارهای هوا-دریا قرار می‌گیرد که باعث کاهش شناوری در سطح می‌شود. در زمستان، خلیج شیرها به‌طور منظم تحت تأثیر نیروهای جوی ناشی از بادهای سرد شدید ترامونتان و میسترال قرار می‌گیرد که باعث تبخیر شدید و خنک شدن شدید آب‌های سطحی می‌شود. این امر منجر به از دست رفتن خاصیت شناوری و اختلاط عمیق عمودی می‌شود.
همرفت در دریای ودل عمدتاً با پلینیا مرتبط است. طبق گفته آکیتومو و همکاران (۱۹۹۵)، آرنولد ال. گوردون اولین کسی بود که بقایای همرفت عمیق را در نزدیکی ماد رایز در سال ۱۹۷۷ پیدا کرد. این همرفت عمیق احتمالاً با یک پلی‌نیای بزرگ همراه بوده است که هر زمستان در طول سال‌های ۱۹۷۴ تا ۱۹۷۶ در دریای ودل مرکزی ظاهر می‌شد. علاوه بر این، طبق گفته ون وستن و دیجسترا (۲۰۲۰)، تشکیل پلی‌نیای که در سال ۲۰۱۶ مشاهده شد، با همرفت زیرسطحی مرتبط است. به‌طور خاص، منطقه به دلیل تجمع گرما و نمک زیرسطحی، دچار پیش‌شرط‌بندی می‌شود که منجر به همرفت و تشکیل پلی‌نیا می‌شود.

## مراحل همرفت
همرفت اقیانوسی با سه مرحله مشخص می‌شود: پیش‌شرط‌بندی، همرفت عمیق و تبادل جانبی و گسترش. پیش‌شرط‌بندی به دوره‌ای گفته می‌شود که طی آن، گردش در مقیاس چرخند سیکلونی و نیروی شناوری با هم ترکیب می‌شوند تا یک محل همرفتی را مستعد واژگونی محلی کنند. یک سایت زمانی پیش‌شرط‌بندی می‌شود که یک ناحیه عمیق با امتداد جانبی و لایه‌بندی چگالی عمودی نسبتاً ضعیف در آن وجود داشته باشد و توسط یک ترموکلاین کم‌عمق محلی پوشانده شده باشد. رویدادهای خنک‌کننده منجر به مرحله دوم، همرفت عمیق، می‌شوند که در آن بخشی از ستون سیال ممکن است به صورت توده‌های متعددی واژگون شود که آب سطحی متراکم را در محور عمودی توزیع می‌کنند. این ستون‌ها یک دودکش عمیق همگن تشکیل می‌دهند. در طول این مرحله، دودکش از طریق واژگونی در مقیاس پلوم عمیق‌تر می‌شود و از نظر ژئوستروفیک تنظیم می‌گردد. علاوه بر این، در برهه‌ای از زمان، افت شناوری سطح دریا به‌طور کامل از طریق انتقال شناوری جانبی توسط گردابه‌های باروکلینیک که در حاشیه رژیم همرفتی ایجاد می‌شوند، جبران می‌شود و بنابراین، حالت شبه پایدار حاصل می‌شود. هنگامی که نیروی سطحی کاهش می‌یابد، انتقال حرارت عمودی ناشی از همرفت کاهش می‌یابد و منجر به انتقال افقی مرتبط با گرداب در مقیاس ژئوستروفیک می‌شود. تعادل بین نیروی سطحی دریا و شار شناوری گردابی جانبی ناپایدار می‌شود. به دلیل جاذبه و چرخش سیاره‌ای، سیال مخلوط پراکنده و پخش می‌شود و منجر به پوسیدگی دودکش می‌شود. قطعات باقی مانده از دودکش «شکسته» مخروط نامیده می‌شوند. تبادل جانبی و گسترش، به عنوان مرحله لایه‌بندی مجدد نیز شناخته می‌شوند. اگر شرایط سطح دوباره بدتر شود، همرفت عمیق می‌تواند دوباره آغاز شود در حالی که مخروط‌های باقی مانده می‌توانند مراکز ترجیحی را برای فعالیت همرفت عمیق بیشتر تشکیل دهند.

## پدیده‌های دخیل در همرفت

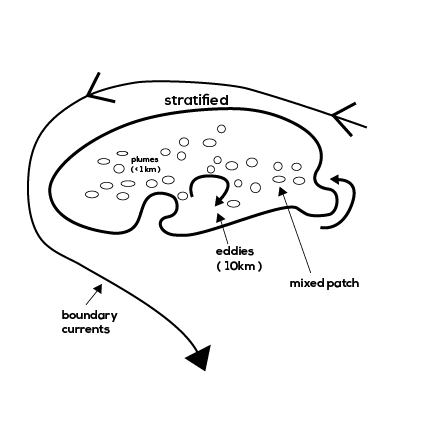
نمایش شماتیک یک دودکش همرفتی عمیق اقیانوسی باز. توده مخلوط (یا دودکش) ایجاد شده توسط توده‌های همرفتی، پیچک‌های ژئوستروفیک که در تبادل سیال و خواص بین توده مخلوط و محیط اطراف نقش دارند و جریان مرزی محیطی (جریان حاشیه‌ای) نشان داده شده است.

همرفت عمیق در فرآیندهای کوچک مقیاس و میان مقیاس متمایز می‌شود. پلوم‌ها نشان‌دهنده کوچک‌ترین مقیاس فرایند هستند در حالی که دودکش‌ها (لکه) و گرداب‌ها نشان‌دهنده میان‌مقیاس هستند.

### پلوم‌ها
پلوم‌ها حرکات عمودی اولیه‌ای هستند که به صورت همرفتی رانده می‌شوند و در طول فاز دوم همرفت تشکیل می‌شوند. آنها مقیاس افقی بین ۱۰۰ متر و ۱ دارند کیلومتر و مقیاس عمودی آنها حدود ۱–۲ است کیلومتر با سرعت عمودی تا ۱۰ سانتی‌متر بر ثانیه که توسط پروفیل‌سازهای جریان داپلر آکوستیک (ADCP) اندازه‌گیری می‌شوند. مقیاس‌های زمانی مرتبط با توده‌های همرفتی از چند ساعت تا چند روز گزارش شده‌اند.
این دودها از نظر بخش دینامیکی خود به عنوان «مجرا» یا «عوامل اختلاط» عمل می‌کنند. اگر آنها به عنوان «مجرا» عمل کنند، آب سطحی سرد و متراکم را به سمت پایین منتقل می‌کنند. این مکانیسم اصلی انتقال آب به اعماق پایین‌تر و تجدید آن است. با این حال، پلوم‌ها می‌توانند به عنوان «عوامل اختلاط» عمل کنند، نه به عنوان حامل‌های رو به پایین جریان. در این حالت، جریان همرفتی، تکه‌ای از آب را خنک و مخلوط می‌کند و یک استوانه همگن متراکم، مانند دودکش، ایجاد می‌کند که در نهایت تحت چرخش سیاره‌ای و گرانش فرو می‌ریزد و تنظیم می‌شود.
نیروی کوریولیس و ترموباریسیته در گازهای همرفتی عمیق اهمیت دارند. ترموباریسیته پدیده‌ای است که در آن آب شور سرد در حال فرورفتن در شرایط انجماد تشکیل می‌شود و منجر به شتاب رو به پایین می‌شود. علاوه بر این، بسیاری از آزمایش‌های مدل‌سازی عددی و مخزن، نقش چرخش را در فرآیندهای همرفت و در مورفولوژی توده‌های دود بررسی می‌کنند. طبق گفتهٔ پالوسکیویچ و همکاران (۱۹۹۴)، چرخش سیاره‌ای به صورت عمودی بر تک تک توده‌های گازی تأثیر نمی‌گذارد، بلکه این تأثیر به صورت افقی است. تحت تأثیر چرخش، قطر پلوم‌ها در مقایسه با قطر پلوم‌ها در غیاب چرخش، کوچکتر می‌شود. در مقابل، دودکش‌ها و گرداب‌های مرتبط با آنها تحت تأثیر اثرات چرخش ناشی از باد حرارتی قرار دارند.

### محفظه همرفت (یا "دودکش")
واژگونی همرفتی ستون آب از طریق مشارکت تعداد زیادی از توده‌های شدید رخ می‌دهد که ستون را به شدت مخلوط می‌کنند. این دودها می‌توانند حجم زیادی از سیال را پردازش کنند و چیزی را تشکیل دهند که به عنوان "دودکش" سیال همگن شناخته می‌شود. این ستون‌های آب همگن‌شده که به صورت عمودی جدا شده‌اند، قطری بین ۱۰ تا ۵۰ دارند. کیلومتر و آنها ۱–۲ هستند کیلومتر عمق دارد. آب‌های سطحی که متراکم‌تر می‌شوند و فرومی‌روند، مرحله عمیق‌تر شدن اولیه را هدایت می‌کنند، در حالی که مرحله عمیق‌تر شدن نهایی و فاز لایه‌بندی مجدد تحت تأثیر انتقال نیروی شناوری، از طریق سطح جانبی دودکش، توسط پیچک‌های باروکلینیک قرار می‌گیرند.

#### فصلی بودن
دودکش‌های همرفت عمیق به مدت یک تا سه ماه، در طول زمستان، در حالت شبه‌پایدار بازمی‌مانند، در حالی که می‌توانند ظرف چند هفته فرو بریزند. دودکش‌ها در اوایل بهار، زمانی که جریان شناوری سطح دریا ضعیف و معکوس می‌شود، از بین می‌روند، در حالی که لایه‌بندی لایه‌های آب زیر لایه مخلوط شروع به پایدار شدن می‌کند.

#### تشکیل
تشکیل دودکش‌های همرفتی توسط دو فرایند پیش‌شرط‌بندی می‌شود: شارهای حرارتی قوی از سطح دریا و گردش سیکلونی. دودکش زمانی تشکیل می‌شود که شار شناوری نسبتاً قوی از سطح اقیانوس حداقل به مدت ۱ تا ۳ روز وجود داشته باشد. زمان، عمق و قطر توسعه دودکش به وضوح به شار شناوری و لایه بندی اقیانوس اطراف بستگی دارد. با سرد شدن سطح آب، چگالی آن افزایش یافته و واژگون می‌شود و یک لایه همرفتی تغییر یافته در عمق تشکیل می‌دهد. {\displaystyle h} . در مرکز دودکش، لایه مخلوط عمیق‌تر می‌شود و عمق آن به عنوان تابعی از زمان، مطابق آنچه در زیر توضیح داده شده است، محاسبه می‌شود.
در طول مرحله اولیه عمیق شدن شدید دودکش، زمانی که اثرات ناپایداری باروکلینیک بی‌اهمیت فرض می‌شوند، عمق را می‌توان با استفاده از نیروی شناوری به عنوان تابعی از زمان یافت. شناوری به صورت زیر تعریف می‌شود: {\displaystyle b=-g{\frac {\sigma }{\rho _{o}}}} کجا {\displaystyle g} شتاب ناشی از گرانش است، {\displaystyle \sigma } چگالی پتانسیل و {\displaystyle \rho _{o}} یک مقدار مرجع ثابت برای چگالی. معادله شناوری برای لایه مخلوط به صورت زیر است: {\displaystyle {Db \over Dt}=F_{B}} کجا {\displaystyle b} شناوری است و {\displaystyle F_{B}} نیروی شناوری. نیروی شناوری برابر است با {\displaystyle {\frac {\partial {B}}{\partial {z}}}} کجا {\displaystyle B} افت شناوری است. به عنوان ساده‌سازی، فرض ثابت بودن افت شناوری در طول زمان ({\displaystyle B_{o}}) استفاده می‌شود. با صرف نظر از جابجایی افقی و انتگرال‌گیری از معادله فوق روی لایه مخلوط، خواهیم داشت: {\displaystyle {\partial {b} \over \partial z}{\partial {h} \over \partial t}={\frac {B_{o}}{h}}} برای یک سیال با لایه‌بندی یکنواخت، توان فرکانس شناوری برابر است با: {\displaystyle N^{2}={\frac {\partial {b}}{\partial {z}}}} بنابراین، نتیجه کلاسیک برای عمیق شدن غیرنفوذی لایه مخلوط بالایی عبارت است از: {\displaystyle h={\frac {\sqrt {2B_{o}t}}{N}}}

#### معادله تکامل دودکش

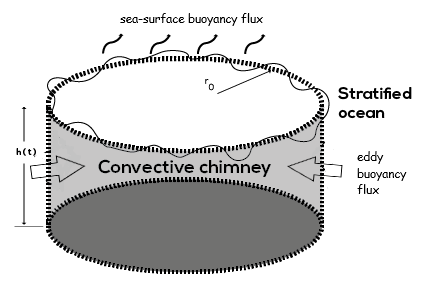
نمای شماتیک از یک دودکش همرفتی در سیال لایه‌ای

با گذشت زمان و اهمیت یافتن اثرات ناپایداری باروکلینیک، نمی‌توان تکامل زمانی دودکش را تنها با نیروی شناوری توصیف کرد. حداکثر عمقی که یک دودکش همرفتی به آن می‌رسد، باید با استفاده از معادله تکامل دودکش محاسبه شود. با پیروی از کووالوسکی و همکاران (۲۰۲۰) و ویسبک و همکاران (۱۹۹۶)، یک دودکش با شعاع … را در نظر بگیرید. {\displaystyle r_{o}} و ارتفاع وابسته به زمان {\displaystyle h(t)} . نیروی محرکه عمیق شدن دودکش، از دست دادن خاصیت شناوری سطحی است. {\displaystyle B_{o}} که باعث واژگونی همرفتی می‌شود و منجر به مخلوط همگن سیال در داخل دودکش می‌گردد. با فرض اینکه چگالی در پایه دودکش پیوسته است، ناهنجاری شناوری {\displaystyle b'} ذره‌ای که به فاصله Δz درون دودکش جابجا می‌شود، برابر است با: {\displaystyle b'=N^{2}(z-h(t)),\;\;\;\;\;\;\;\;\;0<z<h(t)} طبق گفته کووالوسکی و همکاران (۲۰۲۰) معادله بودجه شناوری به صورت زیر است: {\displaystyle {d \over dt}\int _{V(t)}^{}b'dV=\int _{S_{top}}^{}B_{o}dS-\int _{S_{lat}}^{}{\overline {u'b'}}dS} سمت چپ نشان دهنده تکامل زمانی کل ناهنجاری شناوری انباشته شده در حجم دودکش وابسته به زمان است. {\displaystyle V(t)} . عبارت اول و دوم در سمت راست به ترتیب مربوط به کل تلفات شناوری از سطح دریا بر روی دودکش و انتقال شناوری بین داخل دودکش و پیچک‌های باروکلینیک است. در ابتدا، کل نیروی شناوری فقط به کل تلفات نیروی شناوری از طریق سطح دریا بالای دودکش بستگی دارد. با گذشت زمان، افت شناوری از طریق سطح دریا در بالای دودکش تا حدی معادل تبادل شناوری جانبی بین دودکش و گرداب‌های باروکلینیک، از طریق دیواره‌های جانبی دودکش می‌شود.
ویسبک و همکاران (۱۹۹۶)، با استفاده از پیشنهادی از گرین (۱۹۷۰) و استون (۱۹۷۲)، شار گردابی را پارامتری کردند. {\displaystyle {\overline {u'b'}}} به عنوان: {\displaystyle {\overline {u'b'}}=\alpha '{\frac {\overline {(b')^{2}}}{N}}} کجا {\displaystyle \alpha '} یک ثابت تناسب است که باید با مشاهدات و مدل‌سازی آزمایشگاهی تعیین شود. متغیر {\displaystyle u'} نشان دهنده ضربان‌های مولفه سرعت جریان افقی عمود بر دیواره‌های جانبی دودکش است، در حالی که با پیروی از ویزبک و همکاران (۱۹۹۶)، {\displaystyle {\overline {(b')^{2}}}} برابر است با: {\displaystyle {\overline {(b')^{2}}}=N^{4}h^{2}}

#### پوسیدگی
اگر کاهش شناوری برای مدت زمان کافی حفظ شود، خنک شدن سطح دریا ضعیف شده و مرحله لایه بندی مجدد آغاز می‌شود. در اطراف رژیم همرفتی، لایه‌بندی مقداری محیطی را به خود اختصاص می‌دهد در حالی که در مرکز دودکش، لایه‌بندی فرسایش می‌یابد. در نتیجه، در اطراف حاشیه دودکش، سطوح ایزوپیکنال از سطح استراحت خود منحرف شده و به سمت سطح اقیانوس کج می‌شوند. همراه با کج شدن سطوح ایزوپیکنال، یک باد حرارتی ایجاد می‌شود که جریان لبه‌ای را در اطراف لبه رژیم همرفتی ایجاد می‌کند. این جریان باید در تعادل حرارتی باد با گرادیان چگالی بین داخل و خارج دودکش باشد. عرض ناحیه جریان لبه‌ای و ناحیه باروکلینیک آن در ابتدا در حدود شعاع تغییر شکل راسبی خواهد بود.
وجود جریان لبه‌ای نقش مهمی در فروپاشی دودکش ایفا می‌کند. در مرکز دودکش، لایه مخلوط به صورت تدریجی عمیق‌تر خواهد شد. {\displaystyle {\sqrt {t}}} تا زمانی که ناپایداری رو به رشد باروکلینیک شروع به حمل سیال همرفتی به سمت بیرون کند، در حالی که آب از قسمت بیرونی به داخل دودکش جریان می‌یابد. در این لحظه، جریان لبه‌ای اطراف ناحیه خنک‌کننده از نظر بارکلینیکی ناپایدار می‌شود و نیروی شناوری به صورت جانبی توسط گردابه‌های ناپایداری منتقل می‌شود. اگر گرداب‌ها به اندازه کافی شدید باشند، عمیق‌تر شدن دودکش محدود خواهد شد. در این حد، هنگامی که شار شناوری جانبی به‌طور کامل با افت شناوری سطح دریا متعادل می‌شود، می‌توان یک حالت شبه پایدار برقرار کرد: {\displaystyle \int _{S_{top}}^{}B_{o}dS=\int _{S_{lat}}^{}{\overline {u'b'}}dS} با حل معادله فوق، عمق نهایی دودکش همرفتی را می‌توان به صورت زیر بدست آورد: {\displaystyle h_{final}=\gamma {\frac {(B_{o}r_{o})^{1/3}}{N}},\;\;\;\;\;\;\;\;\;\gamma =\left({\frac {1}{2\alpha '}}\right)^{1/3}} در نتیجه، عمق اختلاط نهایی به قدرت خنک‌کنندگی، شعاع خنک‌کنندگی و لایه‌بندی بستگی دارد؛ بنابراین، عمق اختلاط نهایی مستقیماً به سرعت چرخش وابسته نیست. با این حال، ناپایداری باروکلینیک نتیجه باد حرارتی است که به شدت به چرخش وابسته است. مقیاس طول پیچک‌های باروکلینیک، که فرض می‌شود توسط شعاع تغییر شکل راسبی تنظیم می‌شود، به صورت زیر مقیاس‌بندی می‌شود:

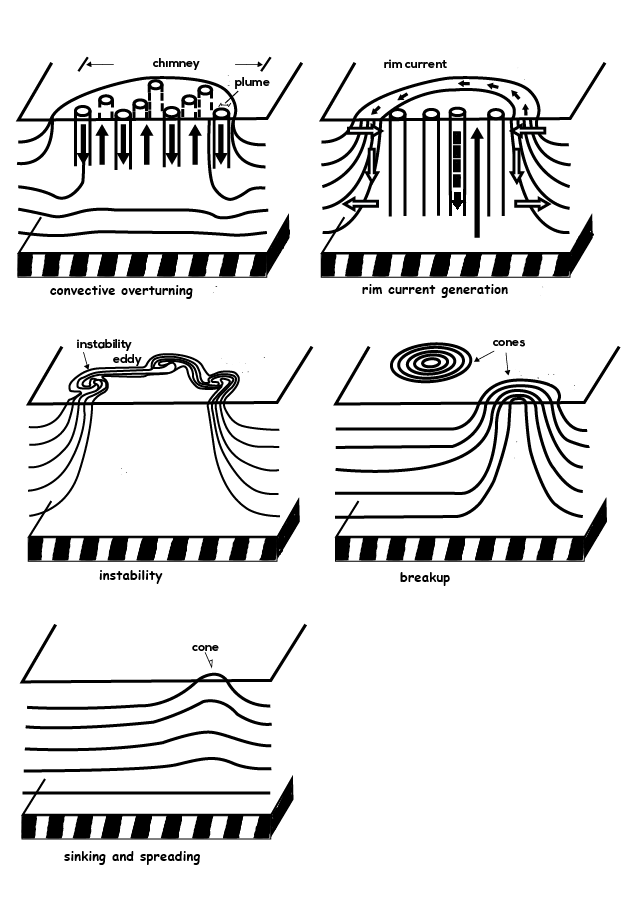
مراحل و خواص فرایند همرفت

{\displaystyle L_{eddy,final}={\frac {Nh_{final}}{f}}=\gamma {\frac {(B_{o}r_{o})^{1/3}}{f}}} که به نرخ چرخش f بستگی دارد اما مستقل از لایه‌بندی محیط است.
حداقل زمانی که دودکش برای رسیدن به حالت شبه تعادل نیاز دارد، معادل زمانی است که برای رسیدن به عمق لازم است {\displaystyle h_{final}} و برابر است با: {\displaystyle t_{final}=\beta \left({\frac {r_{o}^{2}}{B_{o}}}\right)^{1/3},\;\;\;\;\;\;\;\;\;\beta ={\frac {\gamma ^{2}}{2}}} مقیاس زمانی نهایی مستقل از نرخ چرخش است، با شعاع ناحیه خنک‌کننده r افزایش می‌یابد و با شار شناوری سطحی B o کاهش می‌یابد. طبق گفتهٔ ویسبک و همکارانش (۱۹۹۶)، ثابت تناسب γ و β از طریق آزمایش‌های آزمایشگاهی به ترتیب برابر با ۳٫۹ ± ۰٫۹ و ۱۲ ± ۳ به دست آمده است.

### مخروط‌ها
در نهایت، خنک شدن سطح و همچنین فعالیت همرفتی متوقف می‌شود؛ بنابراین، دودکش آب سرد همگن به چندین ساختار مخروطی کوچک به نام مخروط تبدیل می‌شود که به سمت بیرون گسترش می‌یابند. مخروط‌ها به سمت بیرون حرکت می‌کنند و آب سرد را از ناحیه خنک‌کننده دور می‌کنند. با گذشت زمان و پراکنده شدن مخروط‌ها، بزرگی جریان لبه کاهش می‌یابد. جریان‌های مرتبط با مخروط‌ها در سطح زمین تشدید شده و سیکلونی هستند، در حالی که در اعماق کم، ضعیف‌تر و آنتی سیکلونی می‌باشند.

## اثرات گرمایش جهانی بر همرفت اقیانوسی
فعالیت همرفتی عمیق در دریای لابرادور از ابتدای قرن بیستم به دلیل تغییرپذیری فرکانس پایین نوسان اقیانوس اطلس شمالی کاهش یافته و کم‌عمق‌تر شده است. جو گرم‌تر، آب‌های سطحی را گرم می‌کند تا با آب‌های سردتر زیرین مخلوط نشوند. کاهش حاصله نه به صورت شیب‌دار، بلکه به صورت پلکانی رخ می‌دهد. به‌طور خاص، دو کاهش شدید در فعالیت همرفتی عمیق، در طول دهه‌های ۱۹۲۰ و ۱۹۹۰ ثبت شده است.
به‌طور مشابه، در دریای گرینلند، لایه‌های مختلط کم‌عمق‌تر و عمیق‌تر در طول ۳۰ سال گذشته به دلیل کاهش نیروهای جوی زمستانی مشاهده شده‌اند. ذوب شدن صفحه یخی گرینلند می‌تواند به انقراض زودهنگام همرفت عمیق نیز کمک کند. شیرین شدن آب‌های سطحی به دلیل افزایش آب‌های ذوب شده از صفحه یخ گرینلند، چگالی کمتری دارد و وقوع همرفت اقیانوسی را دشوارتر می‌کند. کاهش اختلاط همرفتی عمیق زمستانی در اقیانوس اطلس شمالی منجر به تضعیف می‌شود.